# مهند الساير
مهند طلال الشحنان الساير (7 يناير 1981- )؛ محامي كويتي، ونائب في مجلس الأمة الكويتي.

## حياته العلمية
محكم معتمد وحاصل على شهادة القانون الخاص.

## حياته العملية
نائب لرئيس مجلس إدارة جمعية المحامين الكويتية وأمين السر سابقاً، وعضو سابق في لجنة الشؤون التشريعية والقانونية في الفصل التشريعي السادس عشر بدور الانعقاد العادي الأول لمجلس الأمة الكويتي.

## أبرز مواقفه في مجلس الأمة

### مجلس الأمة 2020
قدم مهند الساير استجوابين لرئيس الوزراء الأول بالتعاون مع النائبين حسن جوهر ومهلهل المضف من محورين وهما عدم تقديم الحكومة لبرنامج عمل، و النهب المنظم للأموال العامة. أما الاستجواب الثاني قدمه بالتعاون مع النائبين حسن جوهر وخالد مؤنس العتيبي من 3 محاور وهي الممارسات غير الدستورية لرئيس مجلس الوزراء، تعطيل مصالح المواطنين وعدم التعاون مع المؤسسة التشريعية، لنهب المنظم للأموال العامة.
| استجواب الوزير حمد جابر العلي (يناير 2022)    | مع الاستجواب |
| استجواب الوزير أحمد ناصر الصباح (فبراير 2022) | مع الاستجواب |
| استجواب الوزير علي حسين الموسى (مارس 2022)    | مع الاستجواب |